# سدس (آلة)

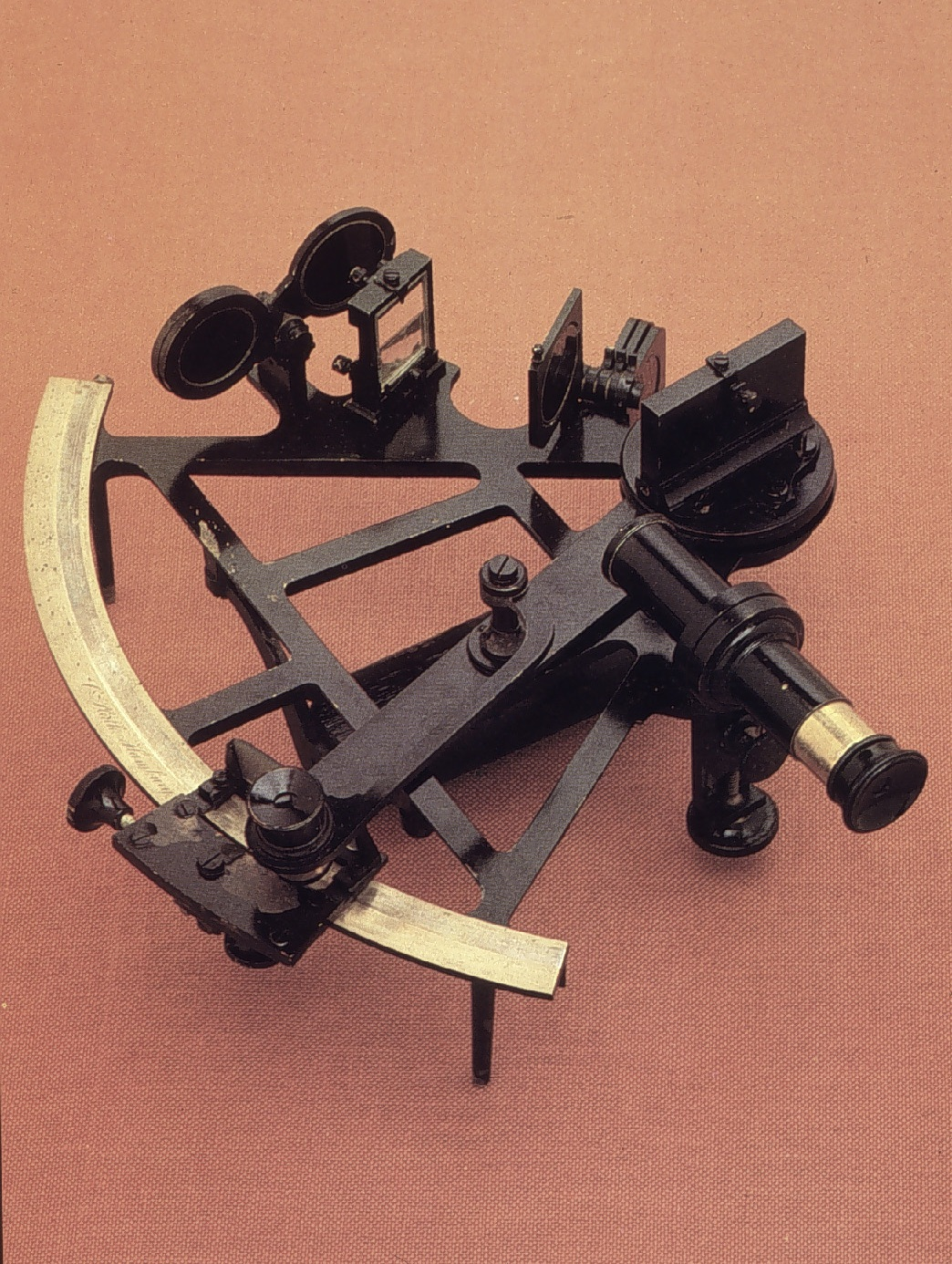
آلة السدس

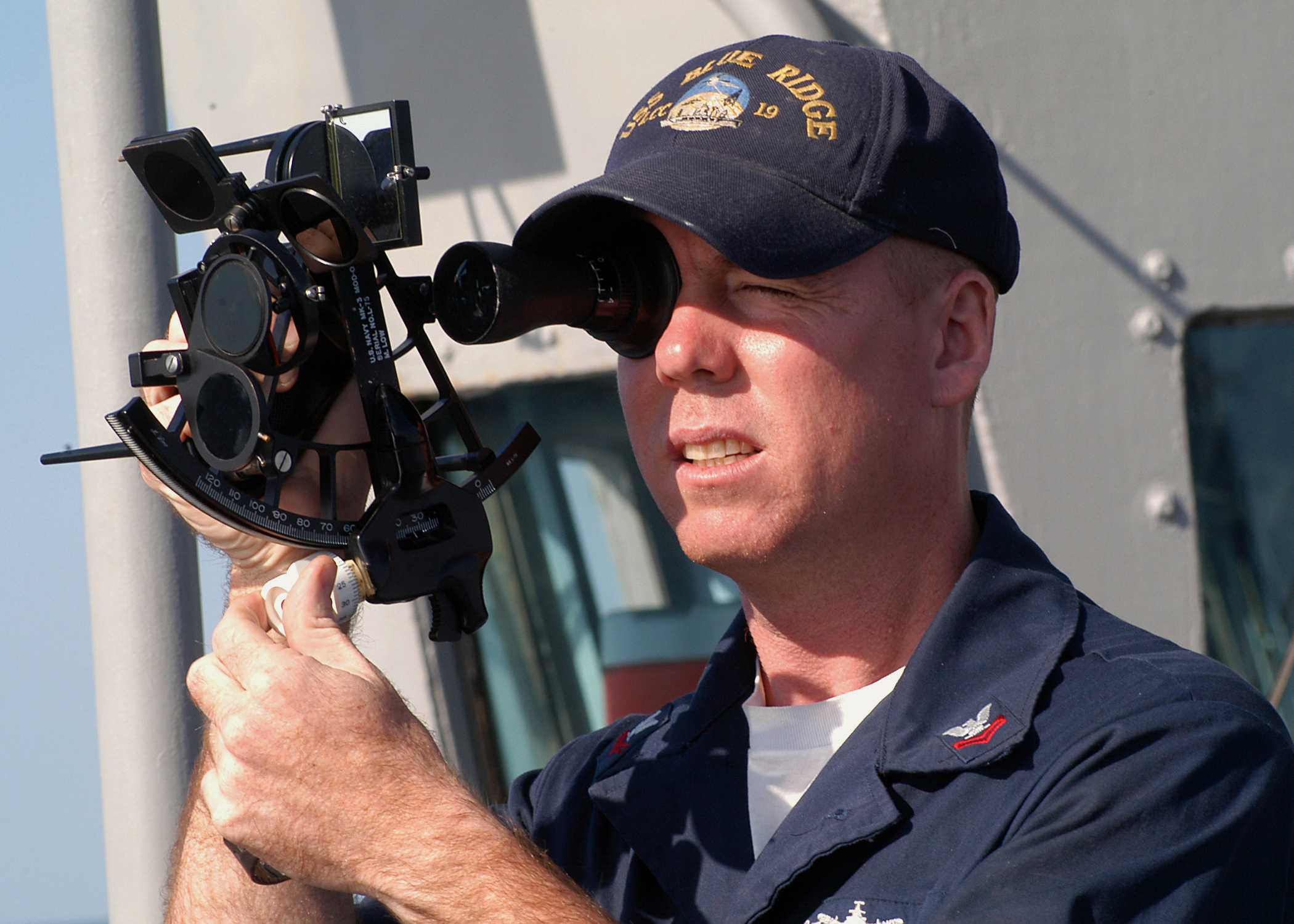
بحار يقوم بقياس ارتفاع الشمس بالسدس.

السدس (الجمع: السُدُسَات) هو آلة فلكية قديمة كانت تستخدم لقياس الزاوية بين جسمين أو نجمين، والتي اخترعها أبو محمود الخجندي في القرن العاشر. تستخدم آلة السدس في الأساس لتحديد الزاوية بين جرم سماوي والأفق الذي يعرف باسم الارتفاع. كما يمكن استخدمها لقياس المسافة بين القمر والأجرام السماوية من أجل تحديد التوقيت وفروقه عن توقيت غرينيتش، وهو أمر مهم لتحديد خطوط الطول الجغرافية.
فالسُّدْسيَّة آلة بصرية لقياس المسافة الزَّاويَّة (نسبة إلى الزاوية) بين نقطتين، مثل الشمس والأفق. وتستعمل للملاحة والمساحة ويطلق عليها هذا الاسم نسبة لشكلها الذي يشبه السدس من الدائرة تقريبًا. ويسند إطار السدسية قوسًا مدرَّجًا، وهو ذراع دليلي متحرّك يُمثل نصف قطر الدائرة ومرآتين وتلسكوبًا صغيرًا. تكون إحدى المرآتين ثابتة وتسمى مرآة الأفق. أما المرآة الثانية، فهي مربوطة مع دليل المؤشر وتسمى مرآة الدليل. ويقوم التلسكوب بتوضيح خط الأفق.
تمسك السدسية، بحيث يكون القوس رأسيا ويظهر الأفق على مرآة الأفق، ثم يحرك الذراع الدليلي حتى تبدو صورة الشمس أو النجم المحدد منعكسة على مرآة الدليل ملامسة خط الأفق. ويمكن قراءة ارتفاع الشمس أو النجم من القوس المدرج. ثم يقارن الشخص الذي يستخدم السدسية هذا الارتفاع على درجات مختلفة من خط العرض لتحديد خط العرض الذي به السفينة.
وتعمل السدسية وفق القانون البصري وهو: إذا شوهد جسم بفعل الانعكاس المتكرر من مرآتين عموديتين على السطح نفسه، فالمسافة الزاوية بين الجسم وصورته تكون ضعف الزاوية بين سطحي المرآتين. ويقيس مؤشر السدسية الزاوية بين المرآتين، وتضاعف هذه القراءة لإيجاد المسافة الزاوية لجسم ما ـ كالشمس مثلا ـ فوق الأفق.
طورت سدسية المرايا في منتصف القرن الثامن عشر الميلادي. وقد أُقيم تصميمها على جهود جون هادلي في إنجلترا وتوماس جودفري في أمريكا. وكانت السدسية أداة الملاحة الأولى التي تستخدم على السفن والطائرات حتى منتصف القرن العشرين. وبعد الحرب العالمية الثانية (1939- 1945م)، بدأت آلات إلكترونية مُساعِدَة مثل اللوران (جهاز لتحديد مواقع السُّفن)، والأوميغا، والرادار تحل محل السدسية،  وقد استخدم المسلمون جهاز السدسية وكان يسمى «السكستانت».